# Thourotte
Thourotte település Franciaországban, Oise megyében. Lakosainak száma 4460 fő (2022. január 1.). Thourotte Cambronne-lès-Ribécourt, Longueil-Annel, Machemont, Mélicocq, Montmacq és Le Plessis-Brion községekkel határos.

## Népesség
A település népessége az elmúlt években az alábbi módon változott:
| Lakosok száma | 4613 | 4584 | 4687 | 4558 | 4531 | 4484 | 4455 | 4456 | 4460 |
|               | 2013 | 2015 | 2016 | 2017 | 2018 | 2019 | 2020 | 2021 | 2022 |